# Боганцев, Валентин Владимирович
Валентин Владимирович Боганцев (12 октября 1940 — 14 января 2012) — генерал-лейтенант ВС СССР, начальник войск Камчатского пограничного округа в 1988—1990 годах, начальник Московского военного института пограничных войск в 1991—1994 годах.

## Биография
Родился 12 октября 1940 года в станице Синегорская Белокалитвинского района Ростовской области.
Службу в пограничных войсках начал в 1959 году, служил стрелком и пулемётчиком в 125-м Арташатском пограничном отряде управления Пограничных войск КГБ Армянского округа. В 1960—1964 годах — курсант Алма-Атинского высшего пограничного командного училища, после его окончания был заместителем начальника заставы по политчасти, начальником заставы Краснознамённого Западного пограничного округа КГБ СССР.
В 1969 году стал слушателем основного факультета Военной академии имени М. В. Фрунзе, в 1972 году назначен заместителем начальника штаба 54-го Приаргунского пограничного отряда Краснознамённого Забайкальского пограничного округа КГБ. В 1976—1977 годах — заместитель начальника того же отряда. В 1978—1981 годах — начальник 58-го Гродековского пограничного отряда Краснознамённого Тихоокеанского пограничного округа КГБ и начальник ОКПП «Находка» того же округа.
В 1981—1982 годах — начальник отдела боевой подготовки Управления боевой подготовки Главного управления Погранвойск КГБ СССР. Слушатель Военной академии Генштаба в 1982—1984 годах, начальник отдела службы (заместитель начальника штаба) Тихоокеанского пограничного округа в 1984—1985 годах, 1-й заместитель начальника войск Краснознамённого Прибалтийского пограничного округа в 1985—1988 годах. Начальник войск Камчатского пограничного округа КГБ СССР с февраля 1988 по март 1990 годов.
Депутат Камчатского областного совета народных депутатов 21-го созыва (присутствовал на 1-й организационной сессии 13 апреля 1990 года). В 1991—1994 годах — начальник Московского военного института пограничных войск. С 2004 года — главный администратор Центрального музея Великой Отечественной войны.
Скончался 14 января 2012 года. Похоронен в Москве на Троекуровском кладбище.